# Elsa & Fred (2005)
Elsa & Fred ist ein spanisch-argentinischer Spielfilm aus dem Jahr 2005. Regie führte der Argentinier Marcos Carnevale, der auch am Drehbuch mitschrieb. In den Hauptrollen sind China Zorrilla und Manuel Alexandre als die beiden Titelfiguren zu sehen. In Argentinien startete der Film am 28. Juli 2005, in Deutschland am 13. April 2006.

## Handlung
Die freche, temperamentvolle und sehr jung gebliebene Elsa erfährt, dass sie einen neuen Nachbarn bekommen soll: Fred. Dessen Frau ist vor wenigen Monaten gestorben, und nun hat sich seine Tochter Cuca, die sehr schnell cholerisch wird, um eine Wohnung für den 78-jährigen Witwer gekümmert. Fred, der das völlige Gegenteil von Elsa ist und zudem noch eine hypochondrische Veranlagung hat, ist noch nicht einmal eingezogen, da rammt Elsa schon mit ihrem Auto jenes von Cuca. Um der Zahlung der Reparaturkosten zu entkommen – denn Elsa ist „leider“ mit den Versicherungsbeiträgen etwas im Rückstand –, lügt sie Fred an und erzählt ihm, wie schwer sie es im Leben gehabt habe. Fred gibt ihr deswegen den Scheck, den sie mittlerweile von ihrem Sohn erhalten hat, zurück. Sie ist hocherfreut, hat sie doch damit die Möglichkeit, ihren zweiten Sohn, der Maler ist und krampfhaft versucht, seine Bilder einmal ausstellen zu können, finanziell zu unterstützen.
Doch Elsa hat gleichsam Gefallen an ihrem neuen Nachbarn gefunden und versucht nun, ihn näher kennenzulernen. Immer wieder jedoch greift sie im Gespräch auf Lügen zurück – so zum Beispiel über ihr Alter: Sie sei 77 und damit jünger als Fred. In Wahrheit ist sie jedoch bereits 82. Darüber hinaus verschweigt sie ihm, dass sie schwer krank ist und wohl nicht mehr allzu lange zu leben hat. Gleichwohl hat sie noch einen großen Wunsch: einmal wie Anita Ekberg in Fellinis Film La dolce vita im römischen Trevi-Brunnen stehen und den Geliebten im Arm halten.
Nachdem die beiden wie zwei Teenager halb Madrid unsicher gemacht haben – beispielsweise prellen sie in einem schicken Restaurant die Zeche –, entschließt sich Fred, der nicht immer mit Elsas Wagemut Schritt halten kann, auch einmal die Initiative zu ergreifen: Spontan kauft er zwei Tickets für einen Urlaub in Rom und erfüllt Elsa damit ihren großen Wunsch.

## Kritiken
„Durch das intensive Spiel des Hauptdarsteller-Paares wird man so mitgerissen, dass selbst das arg kitschige Ende nicht stört.“

„Schwungvolle, von den Darstellern mitreißend gestaltete Senioren-Komödie, die mal sentimental, mal auch etwas zu harmlos daherkommt, stets aber reizvoll vom Kontrast der beiden Hauptfiguren zehrt.“

## Auszeichnungen
Goya 2006
Nominiert in der Kategorie
- Bester Hauptdarsteller (Manuel Alexandre)

Sant Jordi Awards 2006
- Sant Jordi – Bester spanischer Schauspieler (Manuel Alexandre)

Semana Internacional de Cine de Valladolid 2005
- Nominiert für den Hauptpreis Goldene Ähre